# Guido Albino Campopiano
Guido Albino Campopiano (Lucito, 8 aprile 1923 – Termoli, 23 febbraio 2011) è stato un politico e avvocato italiano.

## Biografia
Esponente del Partito Socialista Italiano molisano, di professione avvocato, è stato consigliere regionale in Molise e senatore della Repubblica eletto nella VII legislatura nel collegio di Larino, restando in carica dal 1976 al 1979.
È morto all'età di 87 anni nel febbraio 2011.